# 瓦列里·梅日劳克
瓦列里·伊万诺维奇·梅日劳克（俄语：Вале́рий Ива́нович Межла́ук，1893年2月7日—1938年7月29日），苏联政治家，1934年至1937年任苏联国家计划委员会主席，哥哥是伊万·梅日劳克。1938年在大清洗中遇害，1956年平反。